# لیتل وارفورد
لیتل وارفورد (به انگلیسی: Little Warford) یک روستا و محله مدنی در بریتانیا است که در چشر شرقی واقع شده‌است. لیتل وارفورد ۲۷۵ نفر جمعیت دارد.